# Aral Moreira (kommun)
Aral Moreira är en kommun i Brasilien.   Den ligger i delstaten Mato Grosso do Sul, i den södra delen av landet, 1 100 km sydväst om huvudstaden Brasília. Antalet invånare är 10 255.
Följande samhällen finns i Aral Moreira:
- Aral Moreira

Omgivningarna runt Aral Moreira är en mosaik av jordbruksmark och naturlig växtlighet. Runt Aral Moreira är det mycket glesbefolkat, med 4 invånare per kvadratkilometer.